# Powiat Briesen
Powiat Briesen, Powiat Briesen (Westpr.), Powiat Briesen (Westpreußen) (niem. Landkreis Briesen, Kreis Briesen, od 1942 Landkreis Briesen (Westpr.), Landkreis Briesen (Westpreußen); pol. powiat wąbrzeski) – dawny powiat na terenie Prus istniejący od 1887 do 1920. Należał do rejencji kwidzyńskiej, w prowincji Prusy Zachodnie. Siedzibą powiatu było miasto Briesen. Teren powiatu leży obecnie w województwie kujawsko-pomorskim.

## Historia
Powiat powstał 1 października 1887 r. z części powiatów Kulm, Graudenz, Strasburg i. Westpr. oraz Thorn. W latach 1920–1939 po ustaleniach traktatu wersalskiego powiat należał do Polski pod nazwą powiat wąbrzeski. 26 listopada 1939 nazwę powiatu z polskiej zmieniono na pierwotną i do 1945 r. należał do rejencji kwidzyńskiej w okręgu Gdańsk-Prusy Zachodnie.
W 1910 na terenie powiatu znajdowało się trzy miasta:
- Briesen (Wąbrzeźno)
- Gollub (Golub-Dobrzyń)
- Schönsee (Kowalewo Pomorskie)

oraz 114 innych gmin.